# Richard Edwards (Komponist)

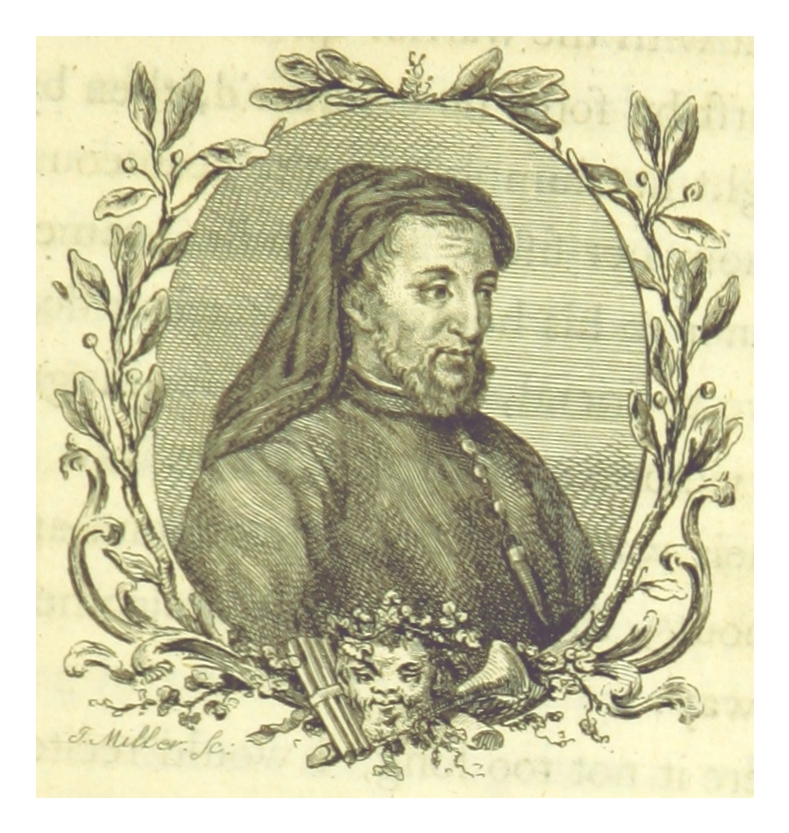
Richard Edwards

Richard Edwards, auch Richard Edwardes (* um 1524 bei Yeovil, Somerset; † 31. Oktober 1566 in London) war ein englischer Komponist und Bühnenautor.
Seine Ausbildung absolvierte er in Cambridge und Oxford und übernahm 1561 die Leitung des Kinderchores an der Chapel Royal.
Neben einigen Werken der geistlichen Vokalmusik wie Madrigalen, Motetten und Messen lag der Schwerpunkt seines musikalischen Schaffens auf der Komposition sogenannter „Schulmusikdramen“, einer Vorform der englischen Oper. In diesen Werken wurden zumeist antike Stoffe mit musikalischen Mitteln zur Verwendung in der Schule aufbereitet. Einige dieser Werke von Edwards, darunter Palamon und Arcite, sind teilweise erhalten. Erhalten ist auch seine Tragikomödie Damon and Pithias (1564 verfasst, 1571 gedruckt), die erste englischsprachige Tragikomödie. Es handelt sich um eine Bearbeitung des Stoffs der Erzählung von Damon und Phintias. 
In Romeo und Julia übernimmt William Shakespeare Edwards Song When griping grief the heart doth wound.